# Borówek (Lublin)
Pour les articles homonymes, voir Borówek.
Borówek (prononciation : [bɔˈruvɛk]) est un village polonais de la gmina de Żółkiewka dans le powiat de Krasnystaw de la voïvodie de Lublin dans l'est de la Pologne.
Il se situe à environ 7 kilomètres au nord-est de Żółkiewka (siège de la gmina), 20 kilomètres au sud-ouest de Krasnystaw (siège du powiat) et 43 kilomètres au sud-est de Lublin (capitale de la voïvodie).

## Histoire
De 1975 à 1998, le village est attaché administrativement à la Voïvodie de Zamość.

Depuis 1999, il fait partie de la nouvelle voïvodie de Lublin.